# 189 av. J.-C.
Cette page concerne l'année 189 av. J.-C. du calendrier julien proleptique.

## Événements
- 8 novembre 190 av. J.-C. (15 mars 565 du calendrier romain) : début à Rome du consulat de Cnaeus Manlius Vulso et Marcus Fulvius Nobilior[1].
  - Recensement : 258 318 citoyens romains[2].
- Janvier : préliminaires de paix de Sardes après la défaite d’Antiochos III de Syrie à Magnésie du Sipyle[3]. Le Sénat romain ratifie une proposition de Scipion l'Africain selon laquelle Antiochos III doit payer 15 000 talents euboïques (dont 400 pour Eumène, 600 sur-le-champ, 2 500 à la ratification du traité puis 1 000 par an pendant 12 ans), remettre aux Romains Hannibal, l’Étolien Thoas, et quelques autres proscrits, évacuer l'Europe et céder l'Asie en deçà du Taurus à Pergame, la Lycie et la Carie à Rhodes[4]. Rome exige d’Antiochos III qu’il livre vingt otages, dont le futur Antiochos IV, retenu à Rome jusqu’en 175 av. J.-C.)[5]. Hannibal doit fuir de nouveau, d'abord en Crète, puis demander asile au roi de Bithynie, Prusias Ier. Comme celui-ci veut le livrer aux Romains, Hannibal se suicide en 183/182 av. J.-C.[3]
- Printemps : le consul Fulvius Nobilior arrive en Grèce avec deux légions et assiège Ambracie[6].
- Été :
  - Reddition d'Ambracie[1] ; les Étoliens acceptent de traiter. Ils doivent payer 500 talents, subordonner désormais leur politique à celle de Rome, et renoncer à Céphalonie, Œniadæ et Lamia comme à leur suzeraineté sur l'amphictyonie de Delphes[4].
  - Manlius Vulso, envoyé en Asie Mineure, mène une campagne contre les Galates, qui ont participé à la guerre aux côtés d'Antiochos III ; il bat les Tolistoboges sur le mont Olympe en Mysie, puis avance sur Ancyre où les Trocmes et les Tectosages entament des pourparlers de paix mais utilisent le délai pour évacuer les non-combattants sur la rive orientale de l'Halys et tentent une embuscade contre le consul, qui échoue ; ils sont défaits une nouvelle fois dans les montagnes et fuient à l'est se l'Halys[4].
- Automne : le Sénat romain ratifie la paix avec les Étoliens[6].

- Lucius Baebius Dives est élu préteur en 189 av. J.-C. et reçoit le commandement de l’Hispanie citérieure. Il doit y transférer des renforts (1 000 légionnaires et 50 cavaliers romains, 6 000 légionnaires et 200 cavaliers latins). Cette petite armée fait route vers l’Hispanie par la voie terrestre mais tombe dans une embuscade en traversant la Ligurie, région montagneuse et hostile à l’autorité romaine. Baebius, blessé, perd une grande partie de ses troupes et se réfugie à Marseille avec une faible escorte. Il y meurt trois jours après. Les Marseillais envoient une ambassade informer le Sénat romain de ce désastre et le propréteur d’Étrurie, P. Junius Brutus, est désigné pour remplacer Baebius en Hispanie [7],[8].

- Deux généraux d’Antiochos III, Artaxias (Artashes) en Grande Arménie et Zariadris (Zareh) en Sophène se proclament indépendants avec l’assentiment du Sénat romain. Artaxias échoue à annexer la Sophène, mais agrandit son État au détriment des Albaniens[9] (Azerbaïdjan actuel) et des Ibères (Paryadres, Chorzene, Gogarène)[10]. Il transporte sa capitale d’Armavir à Artaxata, sur l’Araxe, ville construite sur les plans d’Hannibal, un temps réfugié à la cour d’Arménie[11].